# Barford St Martin
Barford St Martin – wieś w Anglii, w hrabstwie Wiltshire, położona nad rzeką Nadder. Leży 9 km na zachód od miasta Salisbury i 133 km na zachód od Londynu.